# Хералд (Калифорнија)
Хералд (енгл. Herald) насељено је место без административног статуса у америчкој савезној држави Калифорнија.

## Демографија
По попису из 2010. године број становника је 1.184.
| Група             | 2000.    | 2010.       |
| Белци             | 0 (0,0%) | 810 (68,4%) |
| Афроамериканци    | 0 (0,0%) | 20 (1,7%)   |
| Азијати           | 0 (0,0%) | 64 (5,4%)   |
| Хиспаноамериканци | 0 (0,0%) | 254 (21,5%) |
| Укупно            | 0        | 1.184       |